# Kisdobsza
Kisdobsza je selo u južnoj Mađarskoj.
Zauzima površinu od 9,95 km četvornih.

## Zemljopisni položaj
Nalazi se na 46° 2' sjeverne zemljopisne širine i 17° 40' istočne zemljopisne dužine. Nalazi se 1 km istočno od županijske granice (sa Šomođskom županijom). Išvandin je 1,5 km jugozapadno, Dopsa je 500 m sjeveroistočno i istočno, 1 km sjeverno je ribnjak, Petan je 3 km jugoistočno, Zádor je 5 km južno, Surinj je 5 km jugoistočno, Nemeška je 3 km istočno-jugoistočno, a Kamača je 2,5 km sjeverozapadno. Mrnja je 4,5 km sjeveroistočno.

## Upravna organizacija
Upravno pripada Sigetskoj mikroregiji u Baranjskoj županiji. Poštanski broj je 7985. 

## Promet
1,5 km jugoistočno od sela prolazi željeznička pruga Velika Kaniža-Pečuh. Na pruzi se nalazi i postaja koja nosi ime ovog sela.

## Stanovništvo
Kisdobsza ima 262 stanovnika (2001.). Mađara je preko 90%. Roma je 4,4%, Hrvata je 3,6%, a Nijemaca je 1,5%. 56% je rimokatolika, 34% je kalvinista, 7% bez vjere, a nepoznato i neizjašnjene vjere je 1%. 
U 17. stoljeću su se na ovo područje doselili Južni Slaveni. Reformirani kršćani su se grupirali u Kisdobszi, dok su katolički kršćani ostali grupirani u Dopsi (Nagydobsza).

## Vanjske poveznice
- Kisdobsza[neaktivna poveznica] na fallingrain.com